# Благовешченск (Башкирия)
Вижте пояснителната страница за други значения на Благовешченск.
Благовешченск (на руски: Благовещенск; на башкирски: Благовещен) е град в Русия, Република Башкирия, административен център на местния Благовешченски район.

## География
Град Благовешченск се намира на разстояние 42 километра от центъра на републиканската столица Уфа.
Разположен е на десния бряг на река Белая (приток на Кама), при вливането в нея на късата река Потеха, дълга само 16 км. Оттатък устието на Потеха и дълъг залив е полуостров Благовешченски, наричан от местните Остров, тъй като пролетните води заливат свързващия провлак.
Населението му по официални данни е 35 008 души към 1 януари 2018 г. Етническият му състав включва руснаци (62,8 %), татари (15,5 %), башкири (14 %), марийци (4,8 %) и др.

## История
Историята на града започва от медоолеярния завод, построен на река Потеха от предприемача Мясников през пролетта на 1756 година. В продължение на 175 години е село Благовешченски завод (Благовещенский завод), после е работническо селище от 1931 г. Става от 5 април 1941 г. град на районно подчинение Благовешченск, като статутът му е повишен в град на републиканско подчинение от 1989 г. Той е единственото населено място в градско поселение в състава на муниципалния Благовешченски район от 2005 г.

## Икономика
В града работят редица предприятия на преработващата промишленост: арматурен завод (наследник на медолеярния), корабостроитилен завод, асфалтов завод, завод за химикали, Приуфимска ТЕЦ, фабрики за гофрокартон, мебели, врати и др.
В града има птицефабрика, работи база на речното нефтоналивно параходство „Волготанкер“ (Самара).